# Peter Wynhoff
Peter Wynhoff (Nyugat-Berlin, 1968. október 29. –) német labdarúgó-középpályás, edző.